# Mon garçon
Pour plus de détails, voir Fiche technique et Distribution.
Mon garçon est un film français réalisé par Christian Carion, sorti en 2017.
Il est présenté en avant-première, hors compétition, au festival du film francophone d'Angoulême, en 2017.

## Synopsis
Lors d'une escale en France, Julien (Guillaume Canet) découvre sur son répondeur un message de son ex-femme, Marie (Mélanie Laurent), en larmes : leur petit garçon de sept ans a disparu lors d'un bivouac en montagne pendant une classe verte. Julien se précipite à sa recherche.

## Fiche technique
Sauf indication contraire, les informations mentionnées dans cette section peuvent être confirmées par la base de données cinématographiques Unifrance,  présente dans la section « Liens externes ».
- Titre original : Mon garçon
- Réalisation : Christian Carion
- Scénario : Christian Carion et Laure Irrmann Carion
- Musique : Laurent Perez del Mar
- Décors : n/a
- Costumes : Sarah Topalian
- Photographie : Éric Dumont
- Son : Jean Umansky
- Montage : Loïc Lallemand
- Production : Christophe Rossignon et Philip Boëffard
- Production associée : Pierre Guyard et Patrick Quinet
- Production exécutive : Ève François Machuel
- Coproduction : Guillaume Canet et Christian Carion
- Sociétés de production : Nord-Ouest Films ; Une Hirondelle Production, Caneo Films, Auvergne-Rhône-Alpes Cinéma et CN6 Productions (coproductions)
- Société de distribution : Diaphana Distribution (France)
- Pays de production :  France
- Langue originale : français
- Format : couleur — 1:1,85 — son Dolby Digital
- Genres : thriller, drame
- Durée : 84 minutes
- Dates de sortie :
  - France : 23 août 2017 (Festival du film francophone d'Angoulême) ; 20 septembre 2017 (sortie nationale)
  - Belgique : 20 septembre 2017
  - Suisse romande : 27 septembre 2017
  - Québec : 7 juin 2019

## Distribution
- Guillaume Canet : Julien Perrin
- Mélanie Laurent : Marie Blanchard
- Olivier de Benoist : Grégoire Rochas, compagnon de Marie
- Antoine Hamel : l'homme du pick-up
- Mohamed Brikat : le lieutenant Verrier
- Lino Papa : Mathys
- Marc Robert : le chef des ravisseurs

## Production

### Développement et attribution des rôles
En novembre 2016, on apprend que le réalisateur Christian Carion, les acteurs Guillaume Canet et Mélanie Laurent sont en Isère pour le tournage de Mon garçon.

### Tournage
Le tournage commence en mi-novembre 2016, à Autrans-Méaudre en Vercors, en Isère, et s'achève au bout de six jours. Il a précisément lieu autour d'Autrans et de Corrençon-en-Vercors.
Durant ce tournage, Guillaume Canet n'a pas connaissance du scénario : « Avant le film, j’ai juste reçu une page avec le descriptif du personnage. (…) C'était une expérience cinématographique très déstabilisante pour moi », dit-il au micro d'Europe 1, et Mélanie Laurent lui donne la réplique — par exemple dans la scène, dans la voiture — et Guillaume Canet lui répond naturellement sans savoir ce qu'il aurait dû dire.

## Autour du film

### Remake
En 2020 débute le tournage de My Son, remake du film tourné en anglais. Christian Carion réalise lui-même le film. Les rôles principaux reviennent à James McAvoy et Claire Foy. Le film se déroule en Écosse.